# Kabupaten Pesawaran
Kabupaten Pesawaran (engelska: Pesawaran Regency) är ett kabupaten i Indonesien.   Det ligger i provinsen Lampung, i den västra delen av landet, 200 km väster om huvudstaden Jakarta. Antalet invånare är 416 733.